# Николай Кебапчиев
Николай Георгиев Кебапчиев е български офицер, бригаден генерал.

## Биография
Роден е на 22 ноември 1973 г. в град Казанлък. Започва службата си през 1996 г. е началник на служба в Шеста изтребителна авиобаза в Балчик. Остава на тази позиция до 1997 г. В периода 1997 – 2000 г. е началник на служба в 3-та авиационна база в Граф Игнатиево. Между 2000 и 2004 г. е началник на служба във военно формирование 24980 в Божурище. От 2004 до 2006 г. учи във Военната академия в София. Между 2006 и 2008 г. е заместник-командир по МТО и МО на военно формирование 34420 в Костинброд. От 2008 до 2009 г. е началник на отделение във формированието в Божурище. В периода 2009 – 2011 г. е заместник-командир, отговарящ за логистиката на същото формирование. В периода 2011 – 2014 г. е главен експерт в Командването на Военновъздушните сили на България. След това отново е заместник-командир по логистиката във формированието в Божурище (2014 – 2016). В периода 2016 – 2019 г. е отново главен експерт в Командването на Военновъздушните сили на България. От 2019 до 2020 г. учи отново във Военната академия в София. Между 2020 и 2022 г. е началник на сектор в Командването на Военновъздушните сили. След това е началник-щаб на Командване за логистична поддръжка (1 октомври 2022 г. – 30 юни 2024 г.). Между 1 юли 2024 и 1 април 2025 г. е заместник-командир на командването. От 1 април 2025 г. е командир на командване за логистична поддръжка и удостоен със звание бригаден генерал.

## Образование
- СПТУМ „Хидравлика“, гр. Казанлък; (1987 – 1991)
- ВВОВУ „Васил Левски“, (1991 – 1996)
- Великотърновски университет „Св. Св. Кирил и Методий“ (2001 – 2002)
- Военна академия „Г. C. Pаковски“ (2004 – 2006)
- Военна академия „Г. C. Pаковски“ (2019 – 2020)

## Военни звания
- Лейтенант (1996)
- Старши лейтенант (1998)
- Капитан (2001)
- Майор (2006)
- Подполковник (2010)
- Полковник (26 ноември 2020)
- Бригаден генерал (1 април 2025)